# Leptogaster tricolor
Leptogaster tricolor là một loài ruồi trong họ Asilidae. Leptogaster tricolor được Walker miêu tả năm 1857. Loài này phân bố ở miền Ấn Độ - Mã Lai.